# Werwolf (Solingen)

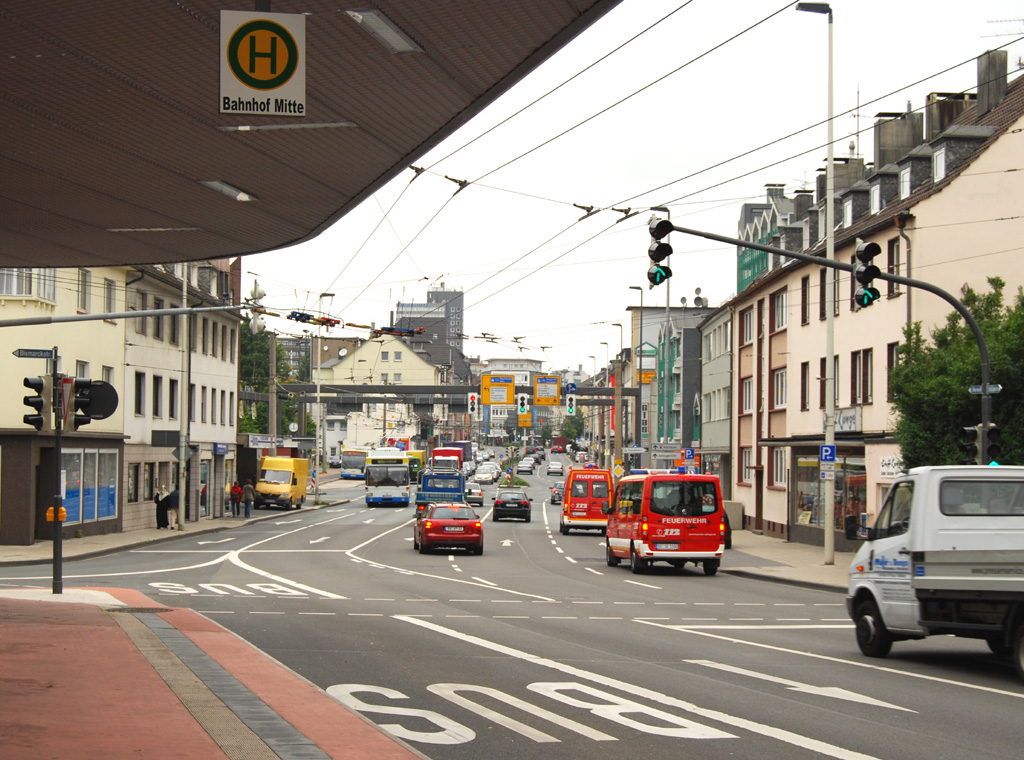
Blick vom Bahnhof Mitte Richtung Innenstadt

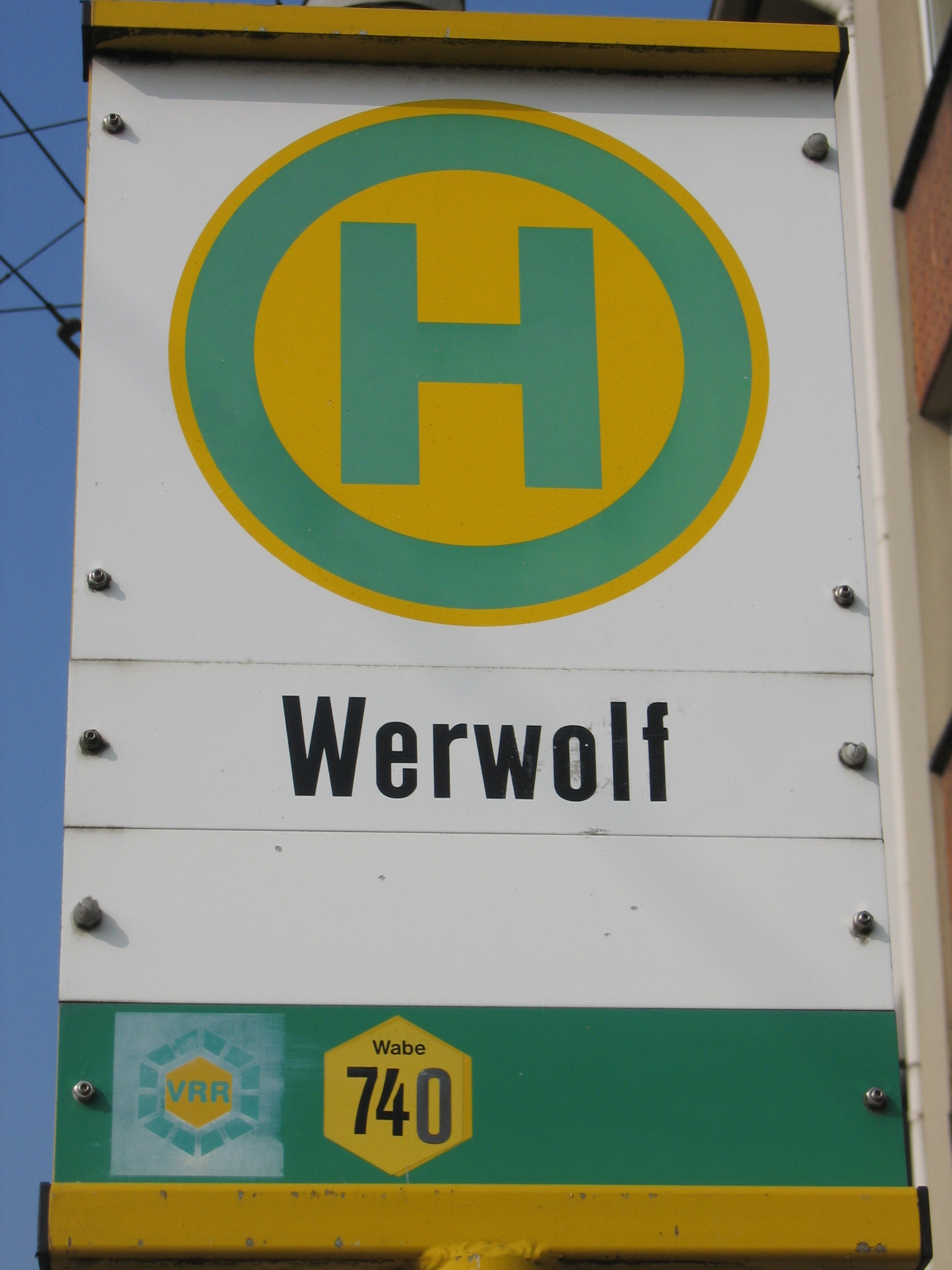
O-Bus Werwolf

Werwolf ist der Name einer Straße im Bezirk Mitte der Stadt Solingen. Die rund 700 Meter lange Straße zwischen dem Bahnhof Solingen Mitte an der Bahnstrecke Solingen–Remscheid und dem Platz Entenpfuhl ist ein Teilstück der Bundesstraße 229.
Die Straße wurde bereits Ende des 18. Jahrhunderts urkundlich erwähnt und erfuhr im Laufe der Zeit mehrere Umbenennungen: Von 1913 bis 1933 hieß sie Kaiserstraße, von 1933 bis 1945 Auf dem Kamp und von 1945 bis 1957 Hauptstraße. Danach erhielt sie ihren ursprünglichen Namen wieder.
Hinsichtlich der Namensherkunft der Straße gibt es die folgenden Versionen:
- Laut einem Zeitungsartikel aus dem Jahre 1925 hat der Name Werwolf mit dem im 18. Jahrhundert noch weit verbreiteten Aberglauben zu tun: Angeblich erscheine der Werwolf den Menschen immer an einem Kreuzweg. Dieser Volksglauben könnte der Straße, die in der Tat nahe der Kreuzung der beiden nach Remscheid und nach Wuppertal führenden Wege verläuft, ihren heutigen Namen gegeben haben. Laut einer weiteren Sage wurden Solinger Messerschleifer auf ihrem Wege in die nahe gelegenen Schleifkotten an der Wupper bei nebligem Wetter von Werwölfen überfallen.  Für diesen Aberglauben gibt es sogar eine plausible Erklärung: Viele der Schleifer litten seinerzeit unter Krankheiten wie Lungenschwindsucht oder Staublungen. Im nebligen Tal in der Nähe der heutigen Straße Werwolf drückte die feuchte Luft auf ihre Lungen und machte die Arbeit beschwerlich. Dann sprachen die Menschen davon, dass der Werwolf den Schleifer angesprungen habe.[1]
- Eine andere, etwas realistischer erscheinende These besagt, dass die Straße ursprünglich in Wirklichkeit Wehrwolf hieß, womit wiederum Verteidigungseinrichtungen (auch Wolfsgruben genannt) gemeint sein könnten, die an dieser Stelle angelegt worden waren, um die Stadt südwärts vor Angriffen zu schützen.
- Das Solinger Tageblatt hat den Namen erläutert. Demnach ist seit 1770 die Ortsbezeichnung Werwolf urkundlich belegt. Da wird von einem Messermacher berichtet, der von vielen Wölfen im Bergischen Land und besonders an den Kreuzungen der Wege zwischen Solingen und Remscheid bzw. zwischen Höhscheid und der Papiermühle, die dort nachts und bei Nebel Schleifer angefallen hätten. Die Legende, dass der Werwolf halb Mensch und halb Wolf war, hielt sich bis ins 19. Jahrhundert.[2]